# Eutolmus koreanus
Eutolmus koreanus là một loài ruồi trong họ Asilidae. Eutolmus koreanus được Hradský & Hüttinger miêu tả năm 1985. Loài này phân bố ở vùng Cổ Bắc giới và châu Á.